# Коукал, Петр (хоккеист)
Петр Коукал (чеш. Petr Koukal, родился 16 августа 1982) — профессиональный чешский хоккеист, центральный нападающий клуба «Маунтфилд» (Градец-Кралове). Игрок сборной Чехии, чемпион мира 2010 года.

## Биография

### Семья
Отец Франтишек — врач, мать Божена — учительница, брат Мартин — лыжник, чемпион мира и призер Олимпийских игр по лыжным гонкам. Жена Радка, есть дочь.

### Карьера

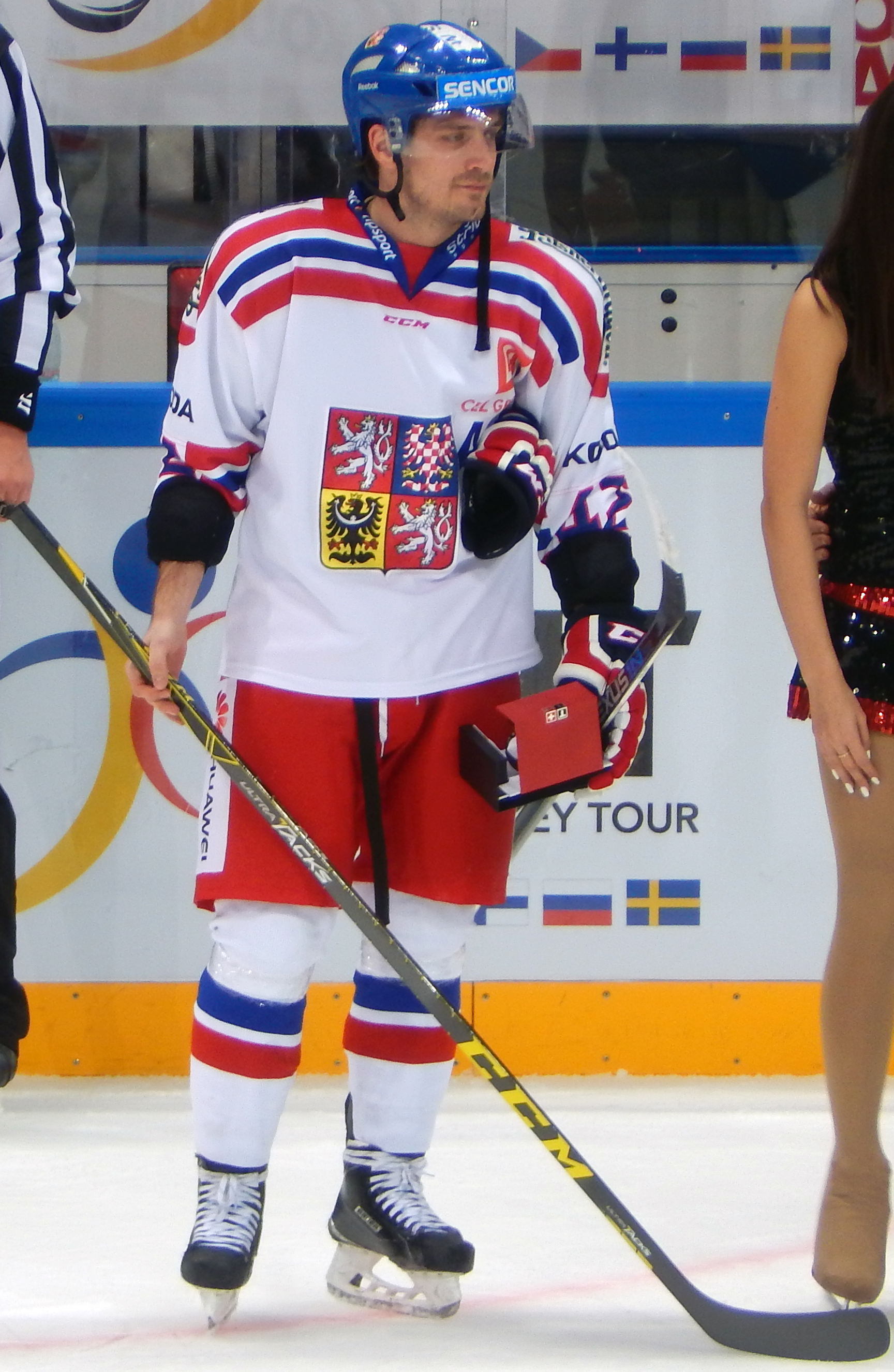
Кубок Первого канала 2015

Окончил специализированную спортивную школу и институт физкультуры, квалифицированный тренер по хоккею. Начинал хоккейную карьеру в команде «Ждяр-над-Сазавоу», позднее перебрался в «Пардубице». Выступал за местный клуб в течение 11 лет, играя в тройке нападения с Яном Коларжем и Яном Стары. Трижды выигрывал чемпионат страны, в двух чемпионских сезонах 2009/2010 и 2011/2012 был капитаном команды.
Перед началом сезона 2012/2013 перешел в клуб КХЛ «Нефтехимик» из Нижнекамска. Через 2 года, в июне 2014 года стал игроком финского «Йокерита».
Следующие 2 сезона провёл в «Автомобилисте» из Екатеринбурга (контракт был рассчитан на 2 года). Летом 2017 года вернулся в Чехию, подписав контракт с клубом «Градец-Кралове».
В составе сборной провёл на чемпионатах мира и Олимпийских играх 44 игры, набрал 9 очков (6 голов и 3 передачи). Выиграл чемпионат мира 2010 года и стал бронзовым призёром чемпионата мира 2012 года.

## Достижения
- Чемпион мира 2010
- Чемпион Чехии 2005, 2010, 2012
- Серебряный призер чемпионата Чехии 2007
- Бронзовый призер чемпионата Чехии 2011 и чемпионата мира 2012
- Лучший хоккеист плей-офф Чешской экстралиги 2012
- Финалист Лиги чемпионов 2020

## Статистика
Обновлено на конец сезона 2020/2021
- Чешская экстралига — 840 игр, 403 очка (150 шайб + 253 передачи)
- КХЛ (включая кубок Надежды) — 295 игр, 157 очков (62+95)
- Сборная Чехии — 125 игр, 37 очков (14+23)
- Чешская первая лига — 35 игр, 32 очка (12+20)
- Кубок Шпенглера — 15 игр, 5 очков (1+4)
- European Trophy — 10 игр, 6 очков (5+1)
- Лига чемпионов — 12 игр, 7 очков (3+4)
- Всего за карьеру — 1332 игры, 647 очков (247+400)